# Pankratovski
Pankratovski (en rus: Панкратовский) és un poble (un possiólok) de l'óblast de Vorónej, a Rússia, segons el cens del 2010 tenia 20 habitants.